# Bluestonleiter
Die Bluestonleiter ist eine Tonleiter, die aus der Blues-Musik stammt und die charakteristischen Blue Notes (Bluestöne) enthält. 

## Bildung
Sie entsteht aus der pentatonischen Tonleiter in Moll durch Hinzufügen der verminderten Quinte.
Eine weitere Variante der Bluestonleiter entsteht, indem zur obigen Tonleiter die große Terz hinzugefügt wird. Man erhält dadurch folgende Tonleiter:
Die Existenz von großer und kleiner Terz sowie reiner und verminderter Quinte in dieser Tonleiter soll es ermöglichen, die eigentlich im abendländischen chromatischen Tonsystem nicht vorhandenen, zwischen großer und kleiner Terz und reiner und verminderter Quinte liegenden Blue Notes dadurch anzunähern, dass die beiden benachbarten Töne nacheinander oder gemeinsam gespielt werden.
Dafür spricht, dass diese Tonkombinationen im Blues häufig gespielt werden, dagegen spricht, dass der Zweiklang e-es völlig anders klingt, als ein einzelner Ton zwischen diesen beiden Tönen, und dass die Blue-Notes nicht unbedingt zwischen den Halbtonschritten der genannten Skala liegen.

## Anwendung
Die Bluestonleiter ist ein Versuch, sich dem beabsichtigten Klang anzunähern bzw. deren Klang in Art einer Tonleiter darzustellen. In der musikalischen Praxis gibt es verschiedene Wege, sich diesem Ideal zu nähern. Ein Sänger kann natürlicherweise die Tonhöhe beliebig anpassen. Aber auch auf sehr vielen Instrumenten ist es möglich, Töne außerhalb der chromatischen Stimmung zu erzeugen.

### Saiten-Instrumente
Beim Melodiespiel auf der Gitarre ist es möglich, den gegriffenen Ton zu ziehen und dadurch dessen Tonhöhe zu erhöhen. Dieses Bending ermöglicht u. a. das Spielen von Blue-Notes. (Man spielt also zur Darstellung der Blue-Note nicht beide Töne, sondern greift den unteren, und zieht diesen auf die erforderliche Höhe. Diese Technik wird von versierten Gitarristen auch unbewusst eingesetzt.)
Bei nicht bundierten Instrumenten (z. B. Violine) ist diese Technik ebenfalls möglich, jedoch kann hier der gewünschte Ton auch direkt gegriffen werden.

### Mundharmonika
Auch auf der Mundharmonika, einem sehr typischen Instrument des Blues, lassen sich durch das Bending mit speziellen Blas- und Zugtechniken ebenfalls die Tonhöhen der Blue notes verändern.

## Weitere Bluestonleitern
Entsprechend zur auf der Moll-Pentatonik aufgebauten Bluestonleiter gibt es eine Dur-Bluestonleiter, die auf der Dur-Pentatonik aufbaut und, auf C bezogen, die Töne c, d, es, e, g und a hat.
Daneben gibt es die Blues-Rock-and-Roll-Skala (Moll-Pentatonik und Dur-Pentatonik addiert incl. Tritonus: c, d, es, e, f, ges, g, a, b) und die so genannte B.-B.-King-Blues-Skala (c, es, f, ges, g, a), die nicht ganz so „mollig“ wirkt wie die Moll-Bluestonleiter.

## Schematische Darstellung
|  |  |  |

## Weiterführende Literatur
- Hal Crook: How to Improvise. An approach to practicing improvisation. Advance Music, Rottenburg 1991, ISBN 3-89221-031-4.
- Richard Graf, Barrie Nettles: Die Akkord-Skalen-Theorie & Jazz-Harmonik. Advance Music, Rottenburg 1997, ISBN 3-89221-055-1.
- Frank Haunschild: Die neue Harmonielehre. Ein musikalisches Arbeitsbuch für Klassik, Rock, Pop und Jazz. Band 1: Die harmonischen Grundlagen. Erweiterte und überarbeitete Neuauflage. AMA, Brühl 1997, ISBN 3-927190-00-4.
- Axel Jungbluth: Jazz-Harmonielehre. Funktionsharmonik und Modalität (= Edition Schott. 6911). Schott, Mainz u. a. 1981, ISBN 3-7957-2412-0.
- Frank Sikora: Neue Jazz-Harmonielehre. Verstehen, Hören, Spielen. Von der Theorie zur Improvisation. 3. Auflage. Schott Music, Mainz 2003, ISBN 3-7957-5124-1 (mit 2 CDs).